# Rameldange
Rameldange (Luxemburgs: Rammeldang, Duits: Rammeldingen) is een plaats in de gemeente Niederanven en het kanton Luxemburg in Luxemburg.
Rameldange telt 670 inwoners (2001).